# Saraphi (huyện)
Saraphi (tiếng Thái: สารภี) là một huyện (‘‘amphoe’’) của tỉnh Chiang Mai, phía bắc Thái Lan.

## Địa lý
Saraphi giáp các huyện (từ phía tây theo chiều kim đồng hồ): Hang Dong, Mueang Chiang Mai, San Kamphaeng của tỉnh Chiang Mai, Mueang Lamphun của tỉnh Lamphun.

## Lịch sử
Huyện được lập năm 1891, lúc đó tên là Yang Noeng (ยางเนิ้ง). Năm 1927, tên được đổi thành Saraphi.

## Hành chính
Huyện này được chia thành 12 phó huyện (tambon), các đơn vị này lại được chia thành 105 làng (muban). Yang Noeng là một thị trấn (thesaban tambon) nằm trên một phần của tambon Yang Noeng, Saraphi and Nong Phueng. Thị trấn Saraphi nằm trên một phần của tambon Saraphi. Ngoài ra có 10 Tổ chức hành chính tambon (TAO).
| Số TT | Tên          | Tên tiếng Thái | Số làng | Dân số |  |
| ----- | ------------ | -------------- | ------- | ------ |  |
| 1.    | Yang Noeng   | ยางเนิ้ง         | 7       | 8.964  |  |
| 2.    | Saraphi      | สารภี           | 9       | 6.959  |  |
| 3.    | Chom Phu     | ชมภู            | 9       | 6.873  |  |
| 4.    | Chai Sathan  | ไชยสถาน        | 8       | 4.567  |  |
| 5.    | Khua Mung    | ขัวมุง           | 10      | 5.510  |  |
| 6.    | Nong Faek    | หนองแฝก        | 9       | 5.271  |  |
| 7.    | Nong Phueng  | หนองผึ้ง         | 8       | 11.429 |  |
| 8.    | Tha Kwang    | ท่ากว้าง         | 7       | 2.856  |  |
| 9.    | Don Kaeo     | ดอนแก้ว         | 7       | 3.913  |  |
| 10.   | Tha Wang Tan | ท่าวังตาล        | 13      | 9.299  |  |
| 11.   | San Sai      | สันทราย         | 12      | 5.635  |  |
| 12.   | Pa Bong      | ป่าบง           | 6       | 3.506  |  |